# Vlasta Lah
Vlasta Giulia Lah Rocchi (Pola, provincia de Trieste, Austria-Hungría, 13 de enero de 1913- Ciudad de Buenos Aires, Argentina, 12 de julio de 1978), cuyo nombre artístico fue Vlasta Lah, directora de cine, fue la primera mujer a dirigir un film de largometraje sonoro en Argentina. Fue la única mujer cineasta en América Latina durante los años 60.

## Trayectoria en el cine

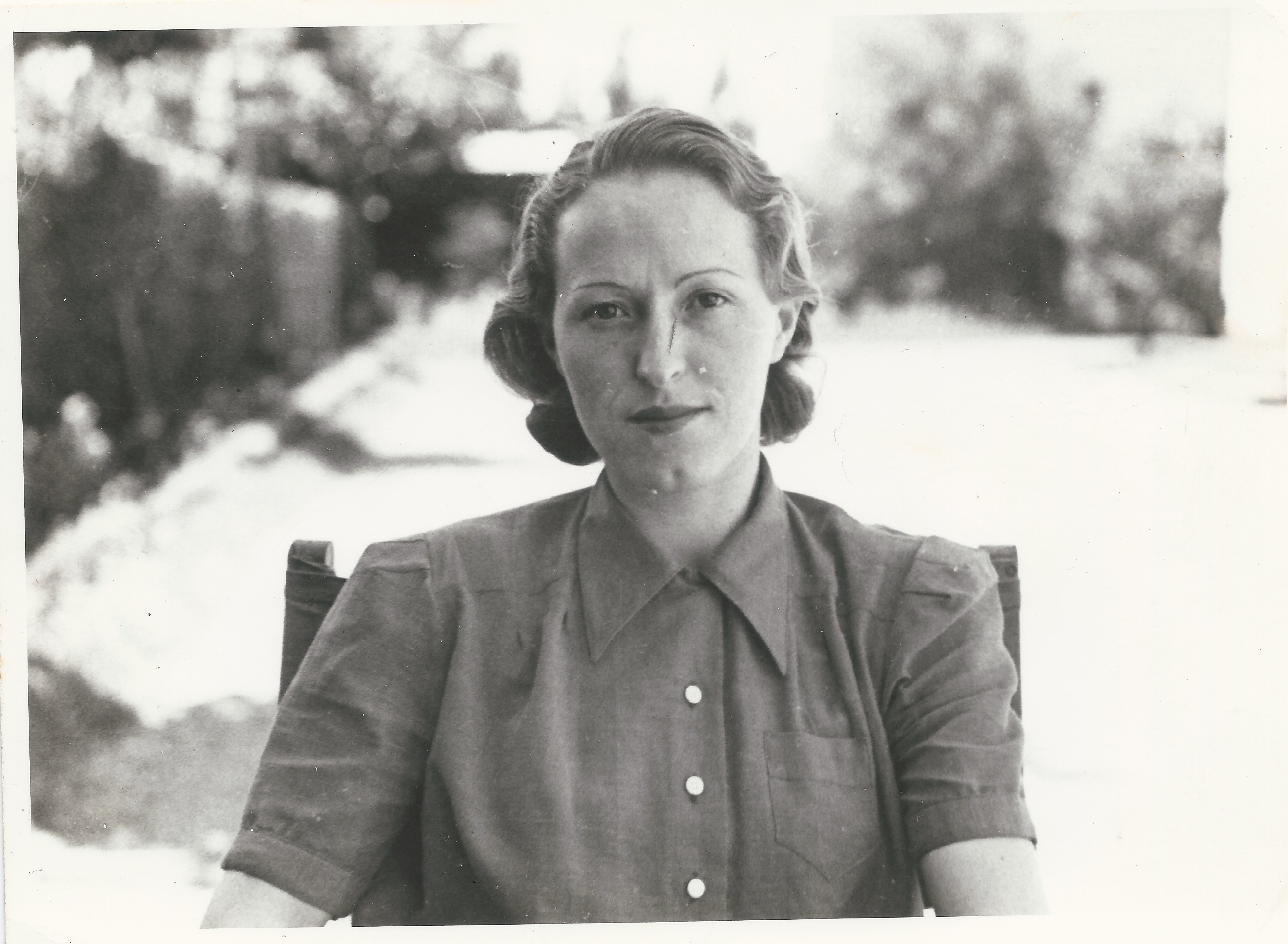
Vlasta Lah en los Estudios San Miguel, 1945.

Vlasta Lah se formó en cinematografía, junto a su hermana Neva Lah en la escuela de cine de la Accademia Nazionale di Santa Cecilia, que luego se convirtió en el Centro Sperimentale di Cinematografia (Centro Experimental de Cine) bajo la dirección de Alessandro Blasetti.
Luego de llegar a Buenos Aires el 7 de agosto de 1938, junto a su marido Catrano Catrani trabajaron para la productora Estudios San Miguel. Vlasta Lah empezó como asistente de dirección en los años 40 y continuó en los 50. Cuando en 1951 la empresa dejó de producir, empezó a trabajar en el ámbito publicitario llegando a dirigir por lo menos dos publicidades para la empresa Atanor y una de tomates enlatados Inca.
En total, participó en más de veinte películas desde el año 1939. Entre septiembre de 1953 y hasta la autoproclama Revolución Libertadora, dirigió la Escuela Superior de Arte Cinematográfico que dependía de la Unidad Básica Eva Perón. 

## Dirección
En 1960 Vlasta Lah debutó como directora de largometrajes con Las furias (continuando además con su labor de guionista). Siguió en el rol de directora dos años más tarde con el largometraje Las Modelos. Esos fueron sus dos únicos largometrajes. Teniendo en común ser historias protagonizadas por mujeres. 

### Las furias

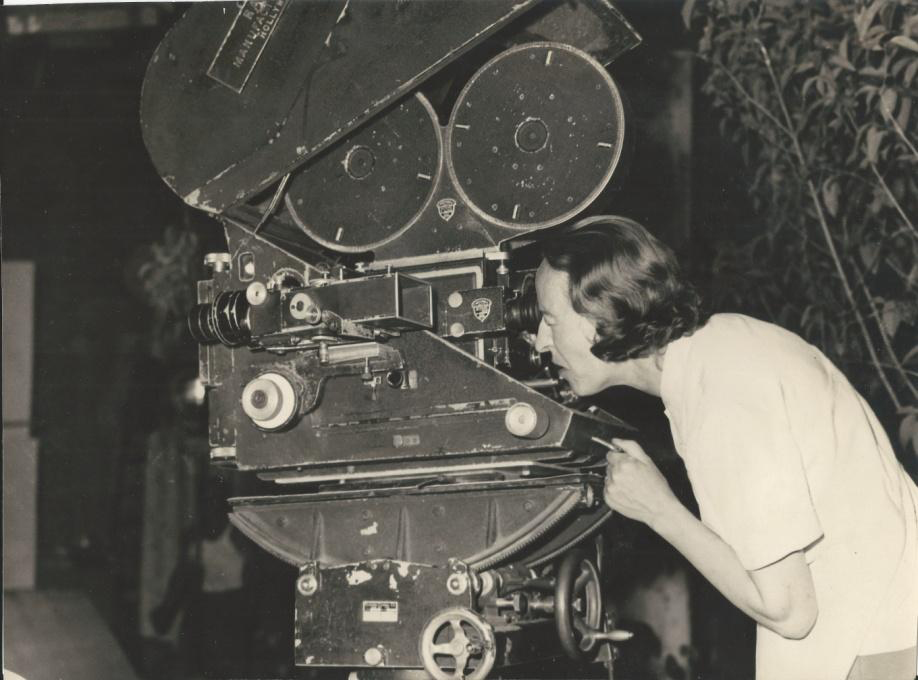
Vlasta Lah durante el rodaje de Las furias (1960).

"Las furias del título son cuatro mujeres que se agreden de diversos modos, conviviendo en una casona que apenas pueden mantener. La directora Vlasta Lah, que tenía una carrera previa como asistente de dirección, inicia el film de manera muy eficaz, situando su tema y el rol de cada personaje en diez minutos de imagen pura, que anticipan la intención –luego prolongada a otras escenas– de apartarse del origen teatral del film con ideas formales interesantes. El resultado total no está a la altura de esas escenas aisladas, pero en todo caso es intrigante y merece verse." 
"Las Furias adapta una muy exitosa pieza teatral de Enrique Suárez de Deza, con cinco mujeres cuyas respectivas vidas y sus relaciones entre sí giran absolutamente alrededor de un hombre que ya no está: antes que el conflicto de amor/odio que une/separa a la madre (Ortiz), la hermana (Mujica), la viuda (Luz), la hija (Daniel) y la amante (Zubarry), mujeres que leen La Razón y Vea y Lea y que, excepto la amante, viven encerradas en un caserón de añejado esplendor, es preferible prestar atención a la notable partitura de Piazzolla y, sobre todo, a las actuaciones de actrices excelentes que se sacan chispas, con destaque para Alba Mujica –que nunca le temió al ridículo– y para Elsa Daniel, por primera vez en su carrera en plan sexy. Detalle de color: el hombre en cuestión, que en la pieza original es sólo mentado, en el film aparece brevemente tras los créditos, tomado de espaldas y de lejos, y apenas logra verse un fragmento de su rostro, tiempo suficiente, sin embargo, para reconocer a Catrano Catrani".

### Las modelos
"Las modelos, en cambio, comienza bajo la advocación de Baudelaire (“Qué poeta se atrevería, ante el placer de la aparición de una belleza, separar a la mujer de su traje”), cita apropiada para una discreta comedia dramática sobre los avatares sentimentales de dos amigas que trabajan como mannequins, que pretende ser un fresco sobre el ambiente de la alta costura y el de la publicidad, echar una mirada a la modernidad porteña y, por qué no, mostrar una intención “social”. No lo consigue del todo, claro, por debilidades de la estructura dramática, pero en cambio ofrece algunas  situaciones y diálogos atractivos y denota, en lo formal, una indudable superación de Lah respecto de su opera prima. Las heroínas están interpretadas justamente por modelos profesionales, espléndidas mujeres y no tan malas actrices como se podía esperar. La historia presta mayor atención a Ana (Greta Ibsen), que es mendocina, quiere pasar de modelo a cliente y opina que el suyo es un trabajo que no requiere talento; la otra, Sonia (Mercedes Alberti), es decididamente feminista". 
La prensa de la época fue bastante ruda con la dirección de Vlasta Lah. Hoy se consideran que tales críticas fueron demasiado duras y exageradas.
El nombre de Vlasta Lah no aparece en el Diccionario de Directores del Cine Argentino (de Adolfo Martínez, 2004).

## Vida personal
Hija de padre y madre austriacos, nacida en una ciudad que por pocos meses más pertenecería al imperio austro húngaro, para luego pasar al Reino de Italia.  
Llegó a la Argentina junto con su esposo Catrano Catrani. Un hijo del matrimonio, Víctor Eugenio Catrani, también incursionó ocasionalmente en el cine.
Se tardó mucho tiempo establecer la fecha exacta y la ciudad en las que Lah falleció. "En sus anuarios, Jorge Abel Martín la incluye en 1979, sin más detalles; otro investigador, Andrés Insaurralde, arriesgó diciembre de ese año, pero su nombre no figura en los avisos fúnebres de La Prensa, La Nación, La Razón y Clarín. Probablemente falleciera en Italia". Recién en 2021 se pudo, a partir del encuentro de diferentes documentos personales y entrevistas familiares, establecer tanto la fecha real de su nacimiento como la fecha y lugar de su muerte.

## Filmografía

### Cortometrajes
- La química en su bienestar (1957)
- Conozca Atanor (1958)

### Largometrajes
- Las furias (1960)
- Las modelos (1963)

### En televisión
- Carola y Carolina (1966), ciclo de unitarios por Canal 13: Traductora y adaptadora.

### Otros trabajos
- Praderas argentinas (Catrano Catrani, 1939, cm: Asistente de dirección)
- Catamarca, la tierra de la Virgen del Valle (Catrani, 1941, cm: Asistente de dirección)
- Sendas cruzadas (Belisario García Villar y Luis Morales, 1941: Pizarrera)
- Melodías de América (Eduardo Morera, 1941: Pizarrera)
- En el último piso (Catrani, 1941: asistente personal del director, no acreditada)
- Cruza (Moglia Barth, 1942: Pizarrera)
- Los hijos artificiales (Antonio Momplet, 1942: Pizarrera)
- Casa de muñecas (Ernesto Arancibia, 1943: Pizarrera)
- Besos perdidos (Mario Soffici, 1943: Pizarrera)
- La dama duende (Luis Saslavsky, 1945: Asistente de dirección)
- Camino del infierno (Luis Saslavsky, 1945: Asistente de dirección)
- Inspiración (Jorge Jantus, 1946: Asistente de dirección)
- Los hijos del otro (Catrani, 1947: Asistente de dirección)
- Vacaciones (Luis Mottura, 1947: Asistente de dirección)
- La serpiente de cascabel (Carlos Schlieper, 1947: Asistente de dirección)
- Pobre mi madre querida (Homero Manzi y Ralph Pappier, 1947: Asistente de dirección)
- Los secretos del buzón (Catrano Catrani, 1948: Asistente de dirección/Casting)
- La otra y yo (Momplet, 1948: Asistente de dirección)
- Historia del 900 (Hugo del Carril, 1948: Asistente de dirección)
- El último payador (Manzi y Pappier, 1948: Asistente de dirección)
- El ladrón canta boleros (Kurt Land, 1949: Asistente de dirección)
- La barra de la esquina (Julio Saraceni, 1949: Asistente de dirección)
- La comedia inmortal (Catrano Catrani, 1950: Asistente de dirección)
- Lejos del cielo [Catrano Catrani, 1950: Asistente personal del director (no acreditada)]
- Mujeres en sombra (Catrano Catrani, 1951: Asistente de dirección)
- Alas argentinas (Catrano Catrani, 1952, cm: Asistente de dirección)
- Luz en el ocaso (Catrano Catrani, 1953, cm: Asistente de dirección),
- Lago Buenos Aires (Catrano Catrani, 1954, cm: Asistente de dirección)
- Codicia (Catrano Catrani, 1955: Jefa de producción)
- Al sur del paralelo 42 (Catrano Catrani, 1955: Jefa de producción)
- Alto Paraná (Catrano Catrani, 1958: Directora de producción no acreditada)
- Santiago querido (Catrano Catrani, 1964: Guionista)
- Tacuara y Chamorro, pichones de hombre (Catrano Catrani, 1966: Guionista)
- He nacido en la ribera (Catrano Catrani, 1972: asesora de guion)
- De quiénes son las mujeres? (Catrano Catrani, 1972: asesora de guion)

### Últimas noticias
- Martín Miguel Pereira y Candela Mariana Vey, realizaron una investigación: “El caso Vlasta Lah. El problema de las fuentes en la historia de las mujeres” y han ganado una mención en el 9° Concurso internacional de Estudios Críticos sobre Cine Argentino: “Domingo Di Núbila", dentro del marco del 36 Festival Internacional de Cine de Mar del Plata, Argentina. Como así también, el premio del FNA (Fondo Nacional de las Artes) en Argentina a la creación.[12]